# Famille de Lara
 (novembre 2024).
Si vous disposez d'ouvrages ou d'articles de référence ou si vous connaissez des sites web de qualité traitant du thème abordé ici, merci de compléter l'article en donnant les références utiles à sa vérifiabilité et en les liant à la section « Notes et références ».
La famille de Lara puis Manrique de Lara, est une ancienne famille noble espagnole, originaire du Royaume de Castille (Lara, près de Burgos).

## Historique
L'origine de la famille de Lara se lie à l'histoire des comtes de Castille. Le premier membre connu est Gonzalo Núñez de Lara (? - 1106), seigneur de l'Alfoz de Lara, un ensemble de plusieurs communes à proximité de Burgos.
En 1113, Pedro González de Lara soutient la reine Urraque Ire de León contre le roi Alphonse VII de Leon et Castille, qu'il affronte en 1130 avec l'aide de Rodrigo González de Lara, son frère, qui aidera plus tard son adversaire dans son combat contre les Almoravides.
Vers 1160, après la mort du roi Sanche III de Castille, la famille de Lara dirigée par Manrique Pérez de Lara affronte sa principale rivale, la famille de Castro, avec ses frères Nuño Pérez de Lara et Álvaro Pérez de Lara, pour obtenir la régence d'Alphonse VIII de Castille. Ce qui mènera à la bataille de Lobregal, puis à celle de Huete, où Manrique Pérez de Lara sera tué. Malgré cela, la régence du prince sera assurée par la famille de Lara.
De même, au début du XIIIe siècle, Álvaro Núñez de Lara contraint Bérengère de Castille a lui laisser la régence du prince Henri Ier de Castille. Un certain Nuño González de Lara sert les rois Ferdinand III de Castille et Alphonse X de Castille, avant de diriger une révolte contre ce dernier, en 1270. À la fin du XIIIe siècle, Juan Núñez Ier de Lara, seigneur d'Albarracín, s'exile quelque temps en France, car opposé au roi Sanche IV de Castille. Juan Núñez III de Lara mène par la suite de nombreuses révoltes contre le roi Alfonso XI de Castille. Les membres de la famille de Lara ont ensuite soutenus Henri II de Castille, et lorsque Pierre Ier de Castille prend le pouvoir à la place de son demi-frère, il dépossède la famille. Celle-ci retrouve finalement ses terres lorsque Henri II est porté au trône. Cette branche originelle de la famille s'éteint ensuite au cours des décennies suivantes.

## Branches secondaires

### Branche des vicomtes de Narbonne
Le fils de Manrique Pérez de Lara (vu ci-dessus, mort à la bataille de Huete en 1164), Pedro Manrique de Lara, est à l'origine d'une autre branche. En effet son fils cadet (l'aîné étant mort jeune), nommé Aymeri III de Narbonne, devient vicomte de Narbonne en 1194 et verra son règne dominé par la croisade des albigeois. Son fils, Amalric Ier de Narbonne, prend sa suite de 1239 à 1270. La vicomté restera dans la famille jusqu'en 1424, lorsque, sans postérité, le vicomte Guillaume II de Narbonne lègue la vicomté à son demi-frère Pierre de Tinières (renommé Guillaume III de Narbonne), né de la seconde union de sa mère.
- Aymeri IV de Narbonne (vicomte de 1270 à 1298) ;
- Amalric II de Narbonne (vicomte de 1298 à 1328) ;
- Aymeri V de Narbonne (vicomte de 1328 à 1336) ;
- Amalric III de Narbonne (vicomte de 1336 à 1341) ;
- Aymeri VI de Narbonne (vicomte de 1341 à 1388) ;
- Guillaume Ier de Narbonne (vicomte de 1388 à 1397) ;
- Guillaume II de Narbonne (vicomte de 1397 à 1424).

### Branche Manrique de Lara
Par alliance entre Milia Pérez de Lara et le comte Gómez González de Manzanedo, une autre branche, appelée Manrique de Lara (ou simplement Manrique), apparaît, au travers du petit-fils de ceux-ci, appelé Rodrigo Manrique de Lara, seigneur d'Amusco.
Cette branche est par la suite devenue très influente, obtenant entre autres le comté de Paredes de Nava, le comté d'Osorno, ou le comté de Castañeda, ainsi que le duché de Najera ou le marquisat d'Aguilar de Campoo.
AU XVe siècle, la famille soutient les rois catholiques dans leur lutte contre Jeanne de Castilla. En 1520, le roi Charles Ier d'Espagne offre à la famille Manrique de Lara la dignité de "Grands d'Espagne", la plus haute dignité du Royaume. Durant son règne et celui de Philippe II d'Espagne, les membres de la famille sont nommés vice-rois, capitaines généraux, ambassadeurs ou cardinaux. La famille a aussi donné de nombreux membres de l'Ordre de la Toison d'or, ou de l'Ordre de Santiago, comme Rodrigo Manrique qui en fut grand-maître. Celui-ci est par ailleurs le père du poète espagnol Jorge Manrique.
On trouve par ailleurs de nombreux membres réputés issus de cette branche :
- Alfonso Manrique de Lara y Solís, cardinal et archevêque ;
- Pedro de Zúñiga et Manrique de Lara, grand noble espagnol ;
- Álvaro Manrique de Zúñiga, vice-roi de Nouvelle-Espagne ;
- Juan Garcia Manrique, évêque ;
- García Gil Manrique Maldonado, député ecclésiastique ;
- Garcia Hurtado de Mendoza et Lara, militaire réputé ;
- Gómez Manrique, archevêque ;
- Gómez Manrique, poète.

## Héraldique

Le blason primitif de la famille

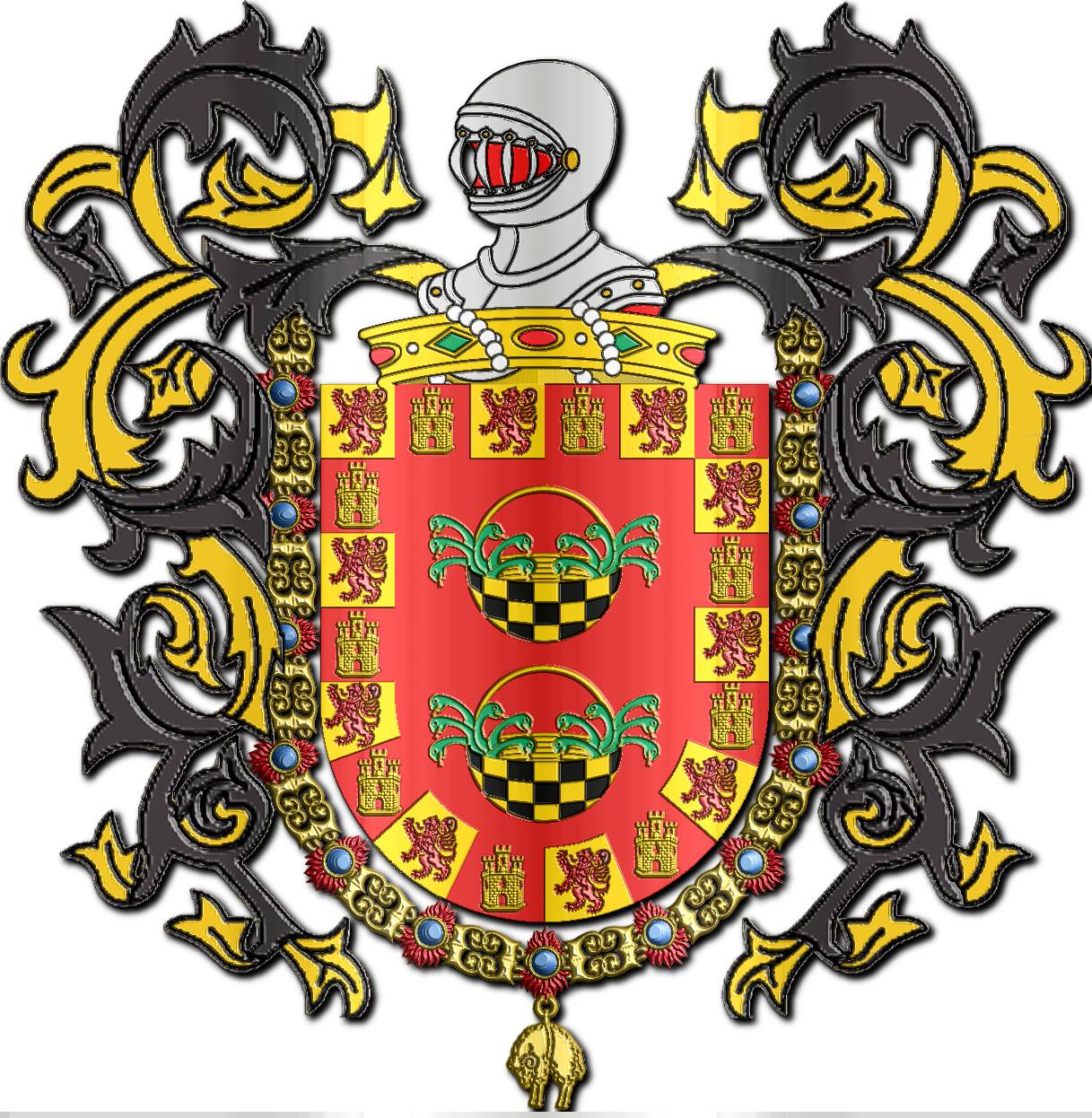
Le blason de la famille Manrique de Lara

Le blason primitif de la famille de Lara est d'argent avec deux chaudrons de sable (noir).
Le blason de la famille Manrique de Lara, ici titré de l'Ordre de la Toison d'Or, deux chaudrons d'or et de sable avec six serpents, sur champ de gueules, bordé de six lions de gueules sur champ d'or, alternant avec six châteaux d'or sur champ de gueules.